# Tuart Forest Nemzeti Park
A Tuart Forest  Nemzeti Park Nyugat-Ausztráliában található, Perthtől 183 kilométernyire délre fekszik. A nemzeti parkban található a legnagyobb épségben maradt, helyi nevén "tuart" erdő, amely tudományos nevén az Eucalyptus gomphocephala fajt takarja. A terület hagyományos elnevezése Ludlow State Forest. Az Eucalyptus gomphocephala erdő egy keskeny sávja található Capel és Busselton között. E fafaj kizárólag a partvidéki mészköves részeken érzi jól magát, ezért a nemzeti park területén található a legnagyobb csoportja. Legmagasabb példányai több, mint 33 méteresre is megnőnek, miközben törzsük kerülete a 10 métert is elérheti.

## Fordítás
Ez a szócikk részben vagy egészben  a   Tuart Forest National Park című angol Wikipédia-szócikk ezen változatának fordításán alapul.  Az eredeti cikk szerkesztőit annak laptörténete sorolja fel. Ez a jelzés csupán a megfogalmazás eredetét és a szerzői jogokat jelzi, nem szolgál a cikkben szereplő információk forrásmegjelöléseként.